# إنريكي سان بيدرو
إنريكي سان بيدرو هو كاهن كاثوليكي كوبي، ولد في 9 مارس 1928 في هافانا في كوبا، وتوفي في 17 يوليو 1994 في ميامي في الولايات المتحدة.